# Капан хан
Капан хан је хан који се налази у Старој скопској чаршији у Македонији. Изграђен је половином 15. века, а његов ктитор је био Иса-бег Исаковић, тадашњи санџакбег овог дела Османског царства. Функционисао је као хан све до Другог светског рата. Током земљотреса у Скопљу 1963. године је био у одређеној мери оштећен, а обновљен је у периоду 1971—1974. година. У њему су данас смештени угоститељски објекти, занатлије и трговци. Има два улаза, приземље и спрат и 44 собе које су некада служиле за смештај путника. Укупна површина хана је 1.086m².
Капан хан је класичан градски хан јер је испред њега, или у његовој порти, својевремено био велики јавни кантар и који је служио за мерење увезене стоке.